# Leucodecton biokoense
Leucodecton biokoense är en lavart som beskrevs av Frisch. Leucodecton biokoense ingår i släktet Leucodecton och familjen Graphidaceae.   Inga underarter finns listade i Catalogue of Life.